# 竜神の滝 (岐阜県)
竜神の滝（りゅうじんのたき）は、岐阜県中津川市川上丸野にある落差8 mの滝。裏木曽県立自然公園内夕森渓谷にある。岐阜県の名水50選に選定。
竜神の滝には、かつて盗っ人が一儲けしようと悪さをしたところ、巨大な竜が怒って天へ駆け上り、雷雨が7日7晩やまなかったという白竜の伝説が残る。

## 上流部の滝
夕森公園からは、奥三界岳への登山道があり、竜神の滝の上流部には、以下の滝がある。一ツ滝に至る遊歩道が整備されている。

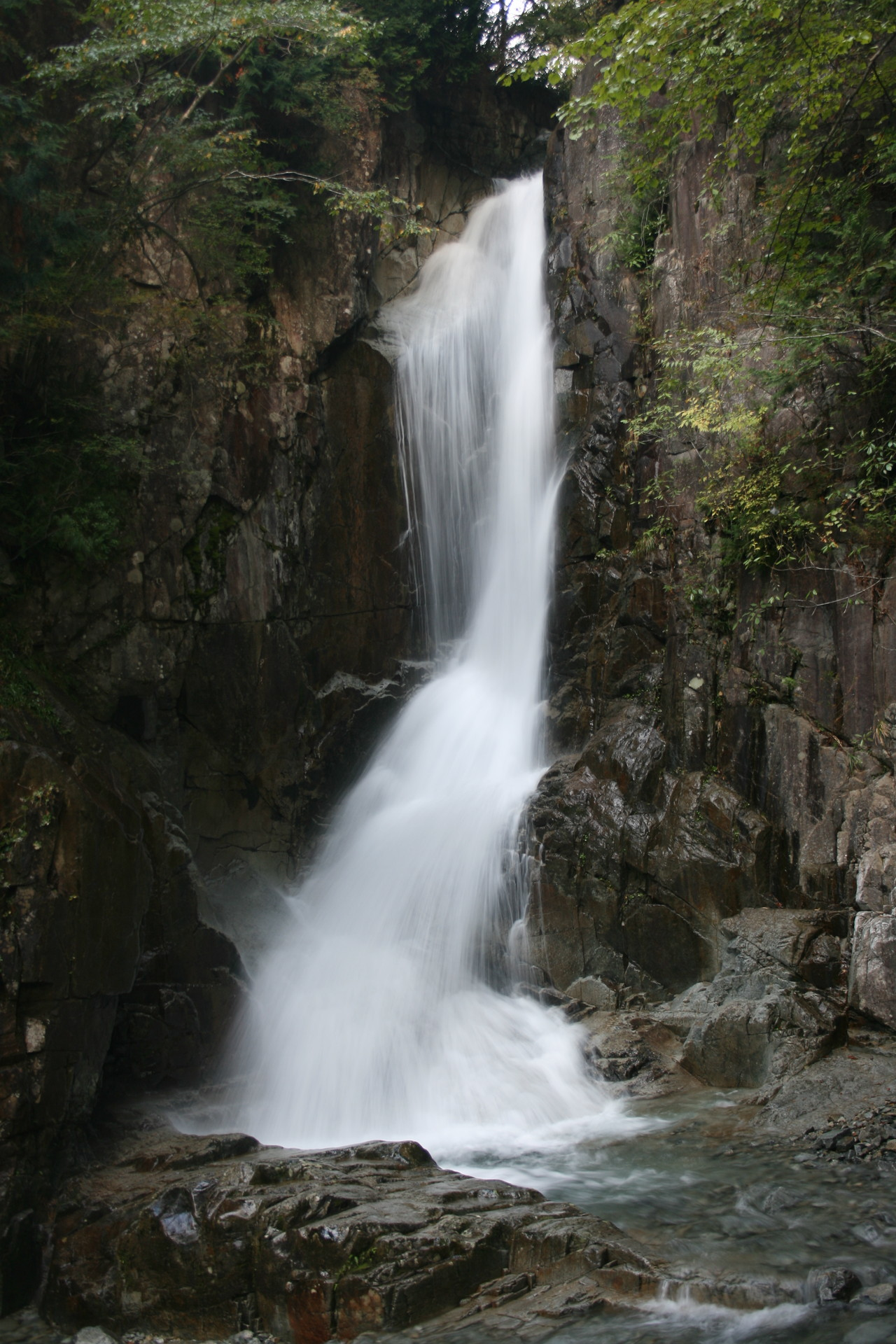
銅穴の滝
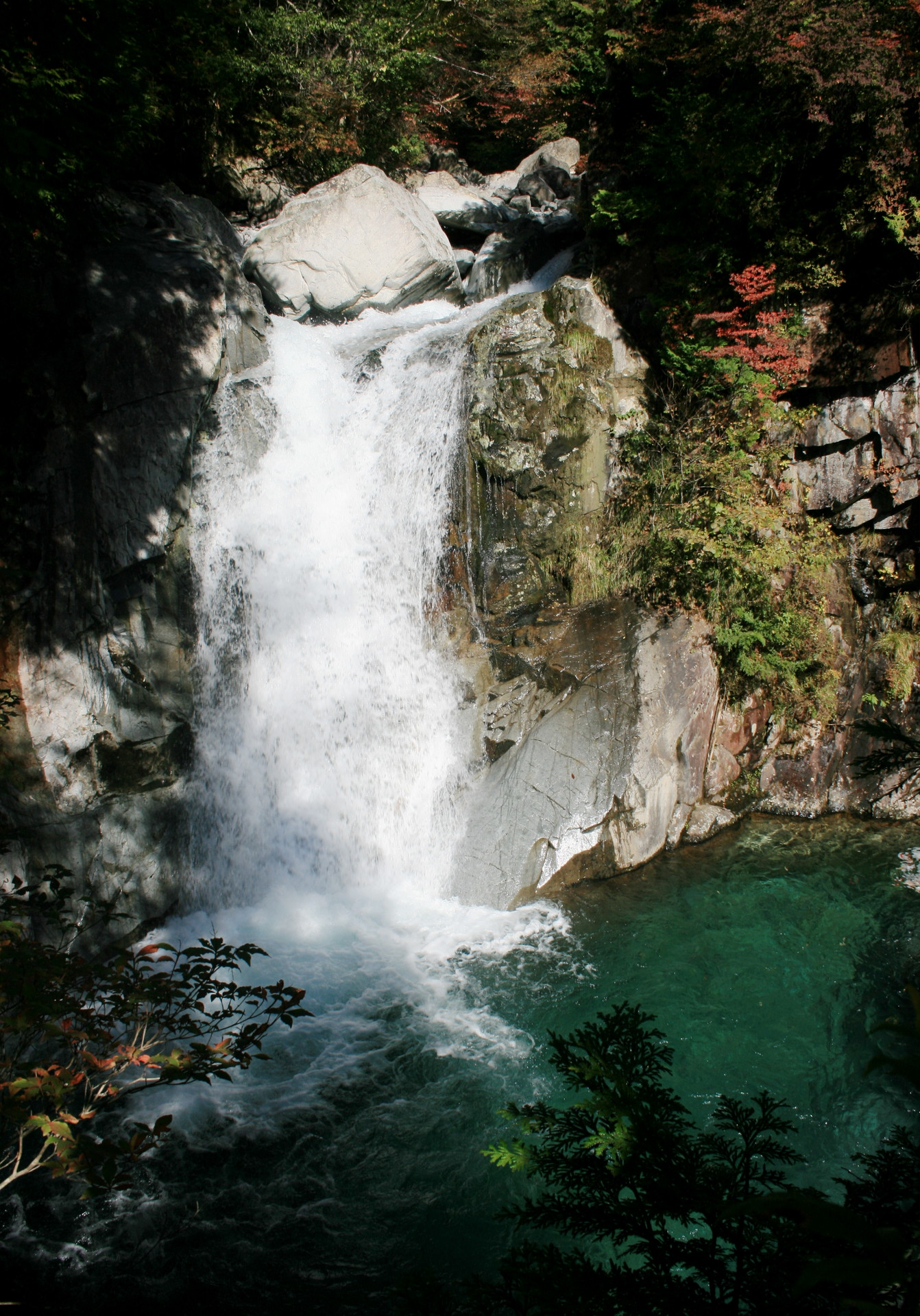
アゼ滝
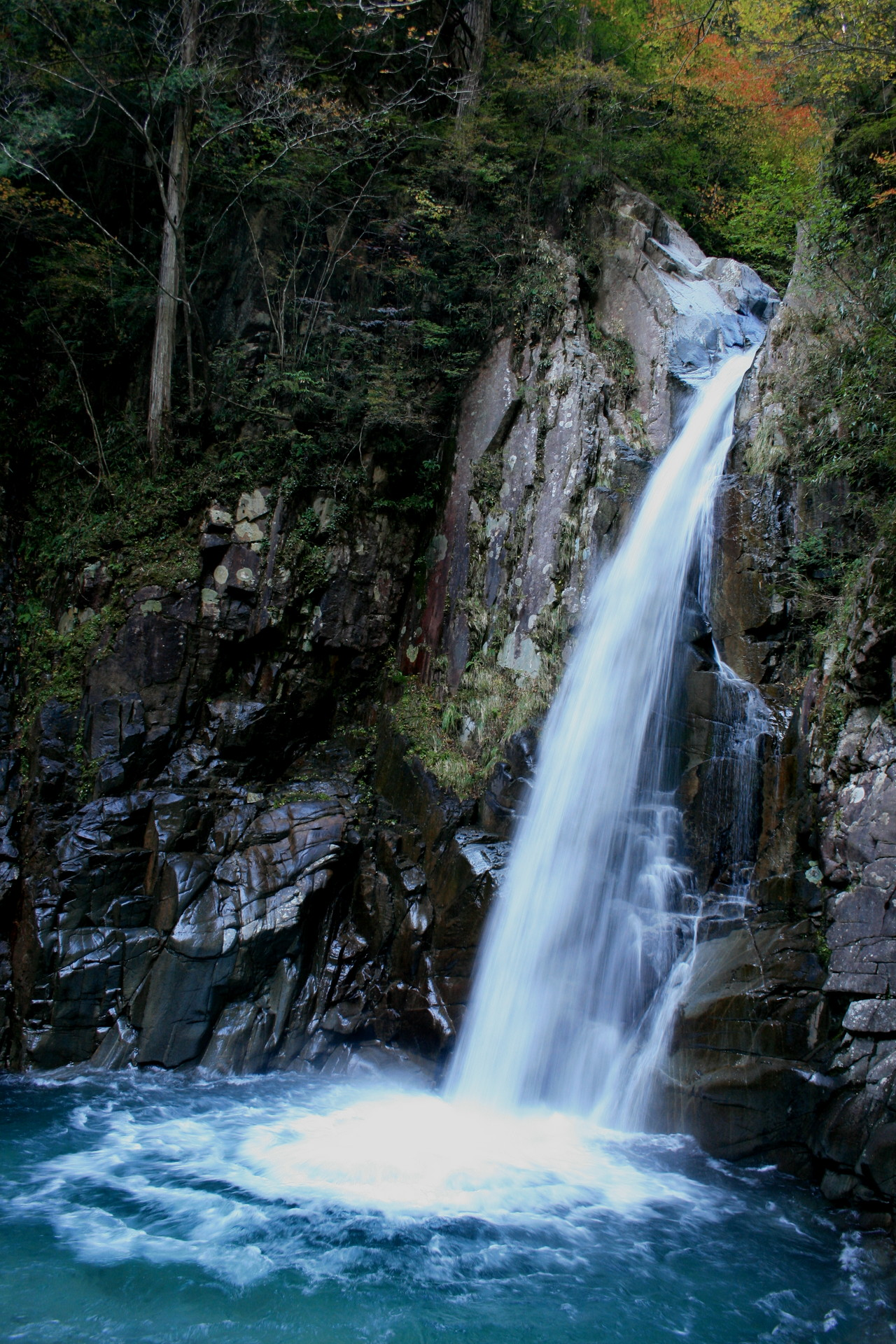
一ツ滝

- 銅穴の滝
- アゼ滝（上段部の滝）
- 一ツ滝

## 交通アクセス
- JR東海中央本線坂下駅から北恵那交通の夕森公園口バス停から徒歩約15分。
- 中央自動車道中津川インターチェンジから国道257号を経由し、岐阜県道411号裏木曽公園線の上部の夕森公園に駐車場。